# ICIUM
ICIUM Wonderworld of Ice — зимний парк развлечений рассположенный недалеко от горнолыжного курорта Леви,    в Финляндии. Открытие первого сезона в ICIUM состоялось 18 декабря 2010 года. В парке представлены скульптуры изо льда и снега. Общая территория парка — около 1 га.

## Строительство

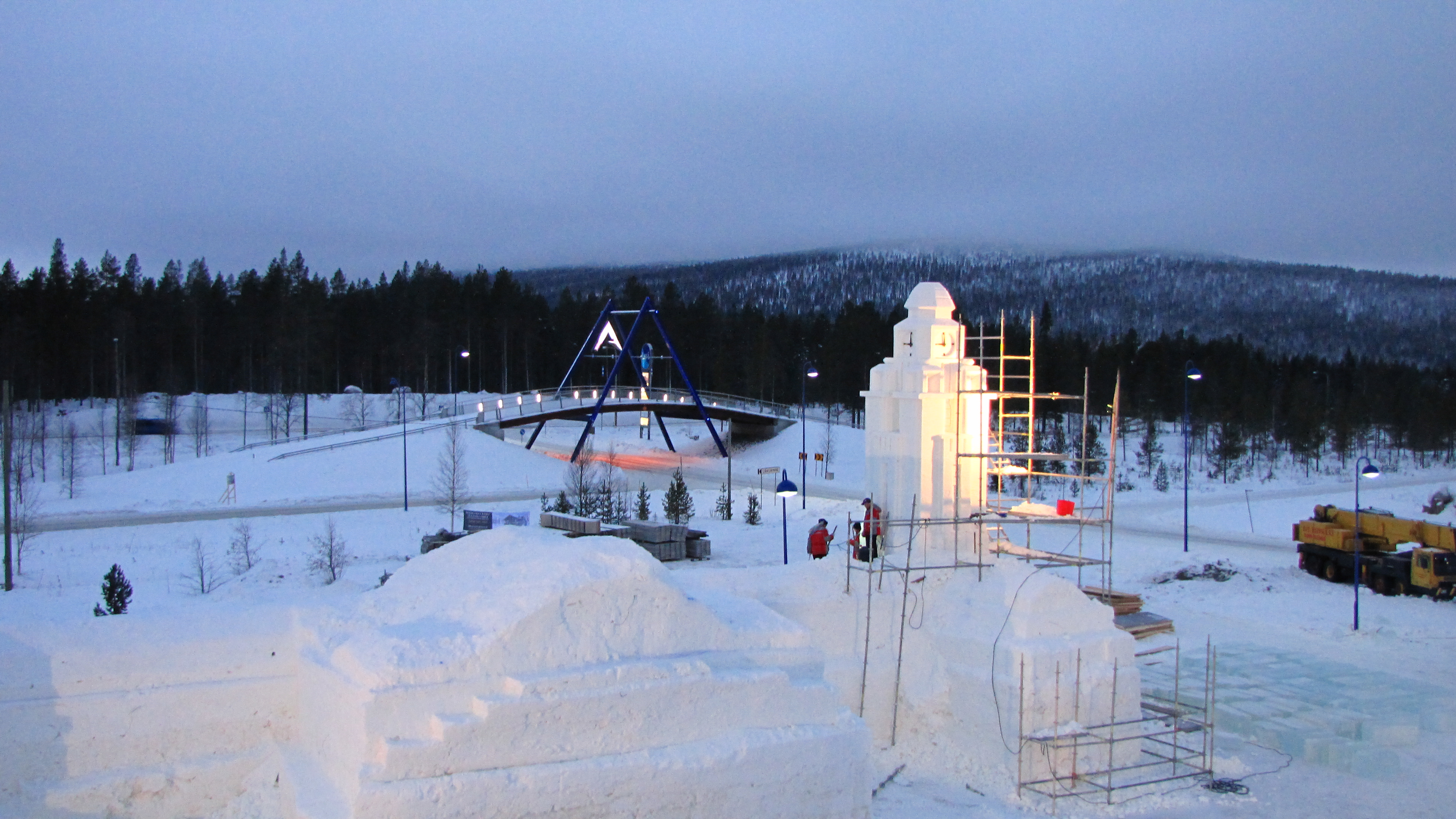
Возведение снежной композиции Центрального железнодорожного вокзала Хельсинки (декабрь, 2010)

ICIUM возводили китайские мастера ледовой скульптуры из г. Харбин. В этом городе с 1963 года проходит ежегодный Харбинский международной фестиваль снежных и ледяных скульптур.
Для строительства первого парка ICIUM в 2010 году потребовалось более 10 000 кубометров снега. Кроме того, на создание ледовых скульптур пошло около 600 кубометров льда, который выпилили из замёрзшей реки Оунасйоки.

## Скульптуры в парке ICIUM

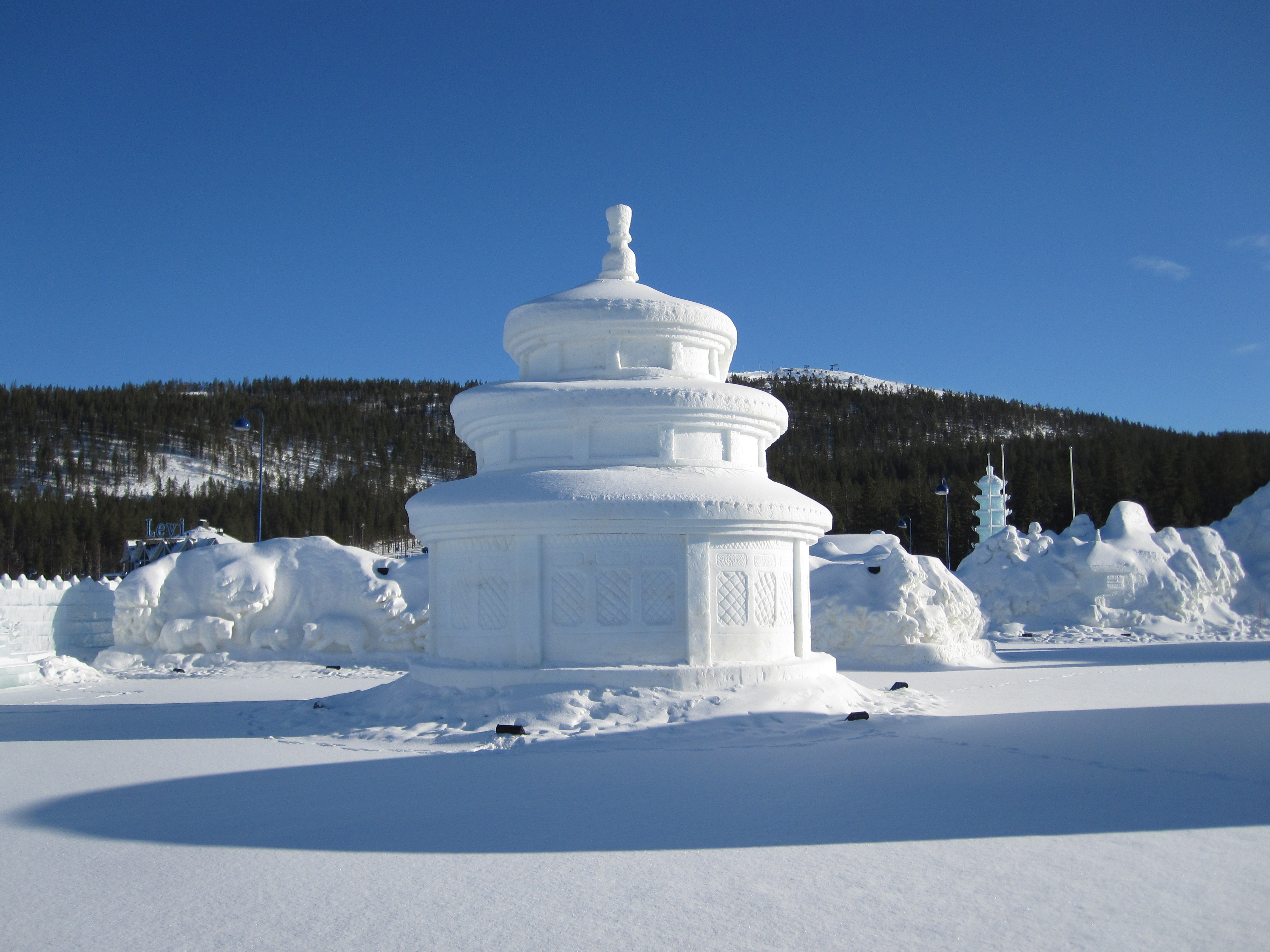
Храм Неба

В сезон 2010—2011 в парке ICIUM были, в частности, такие композиции :
- Великая китайская стена. Ледяная горка «Великая китайская стена» стала самым крупным сооружением из снега (высота 15 м, длина 80 м). На её строительство пошло более 5 000 кубометров снега.
- Кафедральный собор Хельсинки. Кафедральный собор был одним из самых высоких (15 м) сооружений из снега в парке ICIUM.
- Центральный железнодорожный вокзал Хельсинки.
- Пагода. Зелёная пагода — самая высокая (15 м) скульптура изо льда в парке ICIUM.
- Храм Неба.
- Пекинский национальный стадион.
- Терракотовая армия. Ледовые скульптуры воинов Терракотовой армии.

## Персонажи-талисманы ICIUM
Главным персонажем-талисманом парка ICIUM стал малыш-панда Минмин из сказочной страны Волшебного Бамбука. В первой из сказок про приключения Минмин рассказывается о том, как малыш-панда пытается спасти свой дом от злого Дракона. В этом ему помогают оленёнок Нина, её дедушка северный олень Ниил и Санта-Клаус.